# 下田郵便局 (青森県)
下田郵便局（しもだゆうびんきょく）は、青森県上北郡おいらせ町にある郵便局。民営化前の分類では集配特定郵便局であった（現在は集配機能を廃止）。

## 概要
住所：〒039-2134 青森県上北郡おいらせ町馳下り1-4

## 沿革
- 1893年（明治26年）11月1日 - 下田郵便局（三等）として開設[1]。
- 1898年（明治31年）11月16日 - 貯金取扱を開始。
- 1899年（明治32年）12月16日 - 為替取扱を開始。
- 1973年（昭和48年）2月21日 - 電話交換業務を八戸電報電話局に移管[2]。
- 2007年（平成19年）3月5日 - ゆうゆう窓口（郵便時間外窓口）を廃止し、配達センター局に移行。
- 2007年（平成19年）10月1日 - 民営化に伴い、併設された郵便事業八戸支店下田集配センターに一部業務を移管。
- 2012年（平成24年）10月1日 - 日本郵便株式会社の発足に伴い、郵便事業八戸支店下田集配センターを下田郵便局に統合。
- 2025年（令和7年）3月3日 - 百石郵便局に集配業務を移管。

## 取扱内容
- 郵便、印紙、ゆうパック、内容証明
- 貯金、為替、振替、振込、国際送金、国債
- 生命保険、バイク自賠責保険
- ゆうちょ銀行ATM

## 周辺
- おいらせ町役場
- おいらせ町民交流センター
- イオンモール下田
- 国道45号
- 奥入瀬川

## アクセス
- 青い森鉄道青い森鉄道線 下田駅から北西へ約1.5km（徒歩約19分）
- おいらせ町民バス、十和田観光電鉄バス（八戸 - 十和田市線） おいらせ町役場前停留所下車、徒歩約3分
- 百石道路 下田百石ICから西へ約2km
- 駐車場あり：5台